# كالبي
بلدية كالبي/كالب (بالإسبانية: Calpe)‏ (بالفالنسية:Calp), هي بلدية تقع في مقاطعة اليكانتي. جنوب شرق إسبانيا. يبلغ عدد سكانها 26,382 نسمة.

## توأمة
لكالبي اتفاقيات توأمة مع كل من:
- أوبنهايم
- إل بويرتو دي سانتا ماريا
- أولشتين (مارس 1989 - )[9]

## وصلات خارجية
- (بالإسبانية)